# William Clifford
William Clifford (27 de junho de 1877 – 23 de dezembro de 1941) foi um ator e roteirista norte-americano da era do cinema mudo. Nascido em Cincinnati, Ohio, ele atuou em 170 filmes entre 1910 a 1929, e também escreveu os roteiros para 30 filmes entre 1913 e 1919. Faleceu em Los Angeles, Califórnia.

## Filmografia selecionada
- The Immortal Alamo (1911)
- When Lincoln Paid (1913 - escreveu)
- The Werewolf (1913)
- Nearly a King (1916 - roteiro)
- The Silent Voice (1915)
- A Corner in Cotton (1916)
- The Island of Desire (1917)
- Pay Me! (1917)
- The Isle of Love (1922)